# Apache Incubator
Az Apache Incubator a nyílt forráskódú projektek olyan kiindulási pontja, amelyen keresztülmenve válhatnak teljes jogú Apache Software Foundation projektekké.
Az inkubátor projektet 2002 októberében indította útjára az Apache Software Foundation, azzal a szándékkal, hogy belépési útvonalat biztosítsanak olyan projektek és kódbázisok számára, melyek részeseivé szeretnének válni az Alapítvány erőfeszítéseknek. Minden kód átadás külső szervezetekből és létező külső projektekből, melyek szeretnének, az Apache szárnyai alá kerülni, végig kell mennie az inkubátor folyamaton.
Az Apache inkubátor projekt egyfelől ideiglenes projekt tárolóként szolgál, ameddig az inkubátor projektet el nem fogadják és ameddig nem válik az Apache Software Foundation felsőszintű projektjévé, vagy egy megfelelő projekt alprojektjévé, mint amilyen a Jakarta projekt vagy az Apache XML. Másfelől az inkubátor projekt dokumentálja, hogy az Alapítvány hogyan is dolgozik, és hogy csinál dolgokat a saját keretein belül. Ez jelenti a dokumentációs folyamatot, szabályokat és irányvonalakat Apache Software Foundation-ön belül ill. tag projektjein belül.

## Jelenlegi alprojektek
AmbariAmbari egy felügyeleti, adminisztrációs és életciklus kezelő projekt az Apache Hadoop fürtök számára.
Amberaz Amber projekt egy Java fejlesztés keretrendszert fog szállítani főleg azzal a céllal, hogy megkönnyítse az OAuth-t használó alkalmazásokat építését
Any23Anything To Triples (any23) egy programkönyvtár, webszolgáltatás és egy parancssori eszköz egyben, amellyel kihámozható RDF formátumú strukturált adat különböző fajta Web dokumentumokból.
Bean ValidationA Bean Validation projekt a Java EE specifikációban leírt Bean Valiadation egy megvalósítását fogja elkészíteni
BigtopBigtop egy projekt a Hadoop ecosystem csomagjainak és tesztjeinek fejlesztéséhez
BloodhoundBloodhound egy szoftver fejlesztés együttműködési eszköz, amely magába foglalja az issue tracking-et, wiki-t és a repository böngészést
CelixCelix egy OSGi-szerű C-ben írt megvalósítás, amely a fő hangsúlyt a Java és C együttműködésre (interoperábilitásra) helyezi
ChukwaChukwa egy log összegyűjtő és analizáló keretrendszer az Apache Hadoop fürtjei számára
ClerezzaEgy OSGi alapú moduláris alkalmazás és komponens gyűjtemény (csomag) REST-képes szemantikus webalkalmazások és szolgáltatások építéséhez
CordovaApache Cordova egy platform natív mobil alkalmazások készítésére, melyek HTML-t, CSS-t és JavaScriptet (korábban Phonegap-t) használnak. A projekt Callback néven lépett be az inkubátor folyamatba, de megváltoztatta a nevét Cordova-ra 2011. december 28-án.
DeftDeft egy nem blokkoló, aszinkron, esemény vezérelt nagy teljesítményű webes keretrendszer, mely a JVM felett fut.
DeltaSpikeDeltaSpike egy JSR-299 (CDI) kiterjesztések gyűjteménye alkalmazások készítéséhez Java SE és EE platformon.

DirectMemoryDirectMemory fő célkitűzése az, hogy olyan másodszintű gyorsító tárként viselkedjen, amely képes tárolni nagy mennyiségű adatot anélkül, hogy a Java heap-et betelítené és így elkerülje a hosszú szemétgyűjtési ciklusokat.
DrillDrill egy elosztott rendszer széles skálájú adathalmazok interaktív analízisére
DroidsA Droids egy intelligens önálló robot keretrendszer, amely lehetővé teszi robotok készítését és meglévők bővítését.
EasyAntEasyant egy Apache Ant-on Apache Ivy-n alapuló build rendszer.
Empire-dbegy adat perzisztencia komponens, amely lehetővé teszi az az adatbázis szállító független dinamikus lekérdezés definícióját, a biztonságos és egyszerű adat lekérést és frissítést
EtchEgy platform független, nyelv- és átvitel független keretrendszer hálózati szolgáltatások építésére és publikálására.

IsisAz Isis projekt egy bővíthető sztenderden alapuló keretrendszer a gyors fejlesztéshez és vállalati szintű deploy domain-driven (DDD) alkalmazásokhoz.
Apache JSPWikiJava-alapú wiki motor
KafkaKafka egy elosztott publikálás-feliratkozás alapú rendszer nagy mennyiségű streaming adat feldolgozására.
Kalumetegy teljes környezet menedzser és telepítő beleértve a J2EE környezeteket (alkalmazás szerverek, alkalmazások stb.), szoftvert és erőforrásokat.
Katoegy projekt a specifikáció megvalósítására, referencia implementáció és TCK a JSR 326: a JVM leállás utáni diagnosztikai API-ja.
Kittyegy pehelysúlyú, éles üzemmódra hangsúlyt helyező, Java alapú alkalmazás szerver teljesítmény diagnosztikai és menedzsment eszköze.
Log4phpegy naplózási keretrendszer PHP-re
Lokahiegy menedzsment konzol az Apache HTTP Server-hez és Apache Tomcat-hez

PhotArknyílt forráskódú fotó galéria alkalmazás

Zeta ComponentsZeta komponensek egy magas minőségű könyvtár gyengén kapcsolódó PHP komponensekhez. Zeta komponensek 2012. április 20-án végigmentek az inkubátor folyamaton.

## Inkubátor folyamatból kikerül projektek
AbderaAz Atom Syndication Format és Atom Publishing Protokoll implementációja
AccumuloA Google BigTable-jén alapuló rendezett, elosztott kulcs-érték tár
AceOSGi alapuló szoftver disztribúciós keretrendszer, amely lehetővé teszi, hogy artfact-okat tudjunk elosztott módon kezelni
ActiveMQRobusztus és nagy teljesítményt nyújtó MOM, melyet az Apache Geronimo-ba is integráltak, de külön is használható bármely JVM-en belül.